# Pixodaros
Pixodaros (altgriechisch Πιξώδαρος Pixṓdaros; † 335/34 v. Chr.) war ein Satrap von Karien (an der Südwestküste der heutigen Türkei). Er war der jüngste von drei Söhnen des Hekatomnos, seine Brüder waren Maussolos und Idrieus, seine Schwestern waren Artemisia und Ada.
Um 340 v. Chr. stürzte Pixodaros seine regierende Schwester Ada und übernahm die Herrschaft in Karien. Im Frühjahr 336 v. Chr. offerierte er dem makedonischen König Philipp II. eine Ehe zwischen dessen Sohn Arrhidaios und seiner eigenen Tochter Ada. Unmittelbar darauf erhielt er allerdings ein Gegenangebot des Prinzen Alexander (der Große), der selber die Prinzessin heiraten wollte. Dieses eigenmächtige Handeln Alexanders auf diplomatischer Ebene führte zu einem erneuten Bruch mit seinem Vater, worauf er in der Konsequenz mit einigen seiner engsten Freunde vom makedonischen Königshof verbannt wurde.
Pixodaros verheiratete seine Tochter letztlich mit dem persischen Adligen Orontopates. Er starb vermutlich eines natürlichen Todes, kurz bevor Alexander der Große im Jahr 334 v. Chr. seinen Asienfeldzug begann. Die Macht in Karien übernahm Orontopates, der sich aber nicht gegen Alexander und die ehemalige Fürstin Ada behaupten konnte, die Halikarnassos eroberten.
Ein Erlass des Satrapen Pixodaros ist auf der Trilingue vom Letoon hinterlassen.